# 弯形真藓
弯形真藓（学名：Bryum recurvulum），又名弯叶真藓，为植物界藓类植物门真藓真藓科真藓属下的一个种。該物種在中華人民共和國貴州省有分佈。

## 扩展阅读
- 維基物種上的相關：弯形真藓